# Merindad de Montija
La Merindad de Montija es un municipio español de la provincia de Burgos, en la comunidad autónoma de Castilla y León. Perteneciente a la comarca de Las Merindades, tiene su capitalidad (Ayuntamiento) en la localidad de Villasante y su población asciende a 736 habitantes (INE 2024).

## Geografía
Se encuentra a 92 km de Burgos y 65 km de Bilbao, abarca una extensión de 100,07 km² y cuenta con una población de 826 habitantes (INE, 1 de enero de 2013).

### Localidades-barrios
El municipio comprende además las tres siguientes localidades-barrios:
- El Crucero de Montija
- El Ribero
- Villasorda

## Historia
Una de las siete Merindades de Castilla Vieja.
En 1833, tras la creación de las provincias modernas, formará parte de la provincia de Burgos, a petición de sus habitantes, que bajo el temor de ser integrado en la provincia de Santander, se presentaron en las cortes para exigir seguir formando parte de Burgos.[cita requerida]

## Demografía
Merindad de Montija cuenta con una población de 736 habitantes (INE 2024).
| Gráfica de evolución demográfica de Merindad de Montija entre 1842 y 2021 |
| |
| Población de derecho según los censos de población del INE. Población de hecho según los censos de población del INE.Entre el censo de 1857 y el anterior, crece el término del municipio porque incorpora a Nocedo. |

## Comunicaciones
Municipio vertebrado por la carretera nacional N-629 que de norte a sur comunica Cantabria atravesando el puerto de Los Tornos (920 m) con Medina de Pomar.
En El Crucero convergen las carreteras autonómicas BU-542 que nos lleva a Espinosa de los Monteros, pasando por Loma; la C-629 nos conduce a Villarcayo atravesando Villalázara, Baranda de Montija, Gayangos y el puerto de Bocos; mientras que la BU-552 a Colina en la Traslaloma.
En Bercedo convergen las también carreteras autonómicas BU-526 que nos lleva a Espinosa de los Monteros atravesando Noceco y la C-6318 que atravesando el puerto de El Cabrio se adentra en el vecino Valle de Mena.
También se accede al vecino valle de Losa por la carretera local BU-V-5517 atravesando la localidad de Tabliega y desde Baranda en la CL-629 se puede llegar a Espinosa de los Monteros por la carretera local BU-V-5422 atravesando Quintanahedo y Cuestahedo.
Atraviesa el municicipio el ferrocarril de La Robla, disponiendo de la estación denominada Bercedo-Montija y situada entre Agüera y Bercedo.

## Administración y política

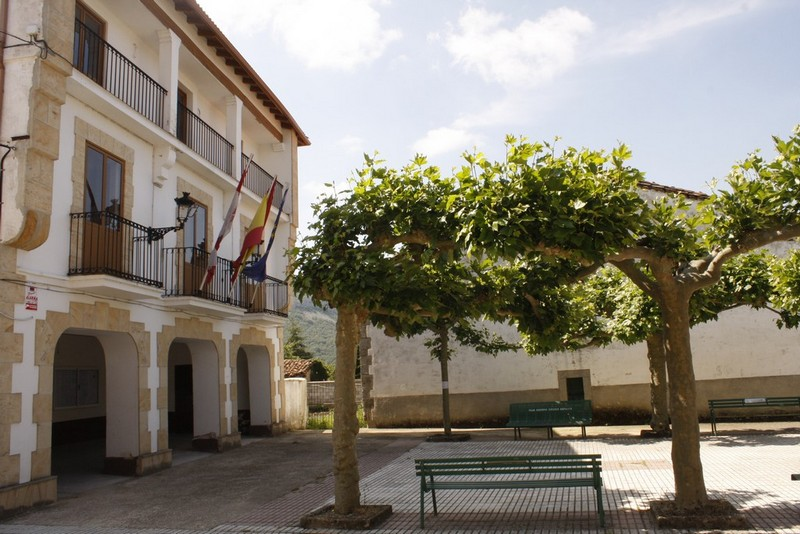
Casa consistorial

El ayuntamiento del municipio se encuentra situado en Villasante y la Merindad está formada por dieciocho entidades locales menores, a saber: 
- Agüera
- Baranda
- Bárcena de Pienza
- Barcenillas del Rivero
- Bercedo
- Cuestahedo
- Gayangos
- Edesa
- Loma de Montija
- Montecillo
- Noceco
- Quintanahedo
- Quintanilla de Pienza
- Quintanilla Sopeña
- Revilla de Pienza
- San Pelayo
- Villalázara
- Villasante

## Patrimonio

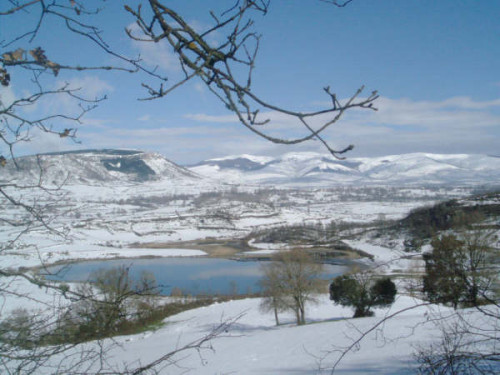
Lagunas de Bárcena

- Torre-palacio de los Alvarado del siglo XVI, en El Ribero.
- Peñas de Villasante y Bercedo
- Iglesias parroquiales
- Ermita románica de Bárcena de Pienza
- Iglesia románica de Bercedo
- Casonas
- Lagunas de Bárcena y lagunas de Gayangos (todas dentro del mismo humedal)
- Robledal de Villasante